# Nuri (foguete)

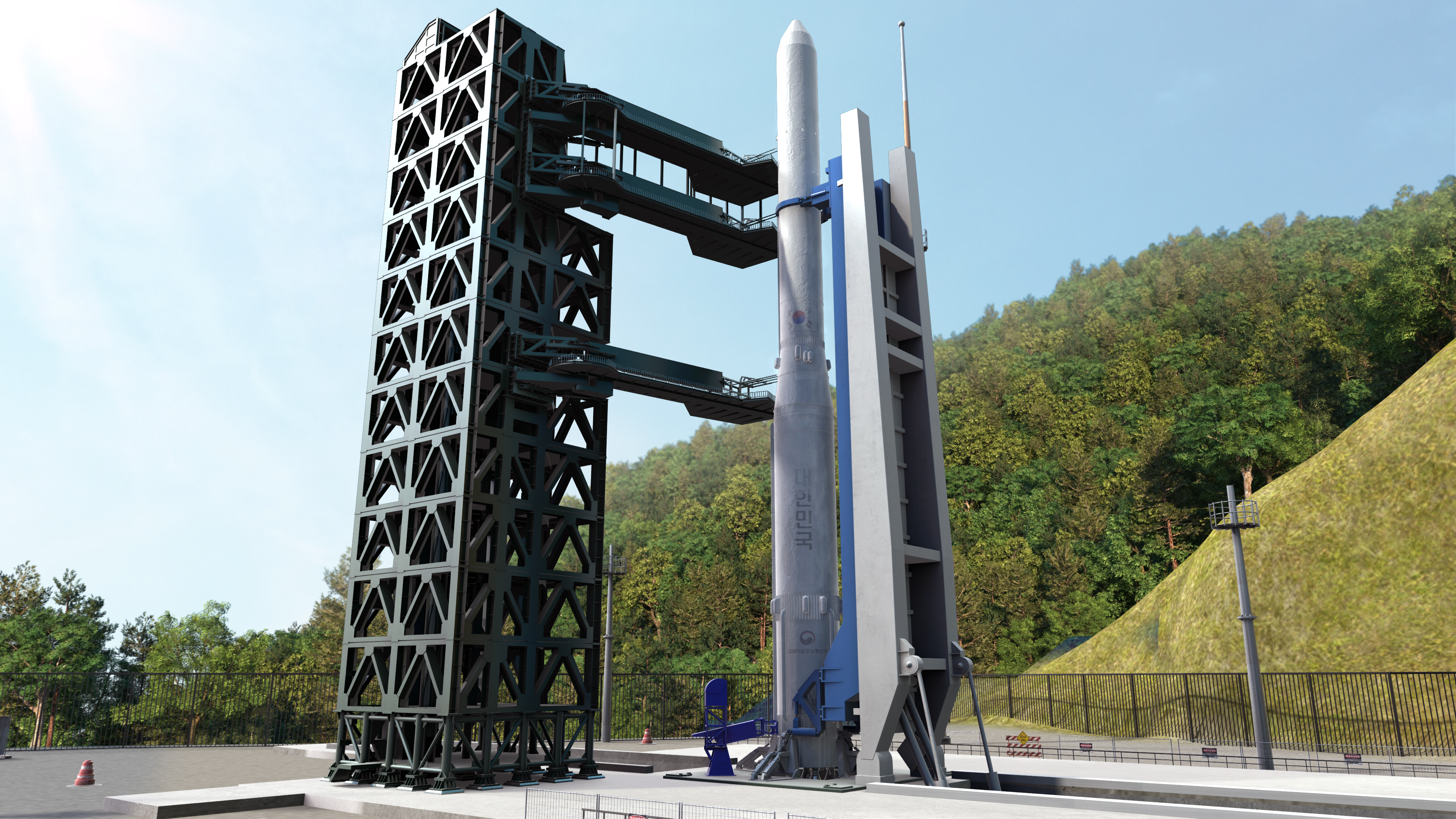
Foguete KSLV-2

Nuri também conhecido como KSLV-II, é o segundo foguete transportador sul-coreano e é o sucessor do KSLV-1. Este foguete é composto por três estágios e está sendo inteiramente desenvolvido pela Coreia do Sul, previsto para ser lançado ao espaço em 2020.